# West Crossett
West Crossett és una concentració de població designada pel cens dels Estats Units a l'estat d'Arkansas. Segons el cens del 2000 tenia 1.664 habitants.

## Demografia
Segons el cens del 2000, West Crossett tenia 1.664 habitants, 661 habitatges, i 485 famílies. La densitat de població era de 39,6 habitants/km².
Dels 661 habitatges en un 33,1% hi vivien nens de menys de 18 anys, en un 57% hi vivien parelles casades, en un 12% dones solteres, i en un 26,5% no eren unitats familiars. En el 22,8% dels habitatges hi vivien persones soles el 8,2% de les quals corresponia a persones de 65 anys o més que vivien soles. El nombre mitjà de persones vivint en cada habitatge era de 2,52 i el nombre mitjà de persones que vivien en cada família era de 2,95.
Per edats la població es repartia de la següent manera: un 25,7% tenia menys de 18 anys, un 8% entre 18 i 24, un 27,3% entre 25 i 44, un 26,6% de 45 a 60 i un 12,4% 65 anys o més.
L'edat mediana era de 38 anys. Per cada 100 dones de 18 o més anys hi havia 98,1 homes.
La renda mediana per habitatge era de 35.089 $ i la renda mediana per família de 37.763 $. Els homes tenien una renda mediana de 34.500 $ mentre que les dones 21.406 $. La renda per capita de la població era de 15.759 $. Entorn del 9,5% de les famílies i l'11,7% de la població estaven per davall del llindar de pobresa.

## Poblacions més properes
El següent diagrama mostra les poblacions més properes.